# Cura
Cura — слайсер 3D-моделей с открытым исходным кодом для 3D-принтеров. Он был создан Дэвидом Брэмом, который позже работал в Ultimaker, компании по производству 3D-принтеров, для обслуживания программного обеспечения. Приложение доступно по лицензии LGPLv3. Изначально Cura была выпущена под открытой исходной лицензией Affero General Public License версии 3, но 28 сентября 2017 года лицензия была изменена на LGPLv3. Это изменение позволило расширить интеграцию со сторонними приложениями САПР. Разработка размещена на GitHub. Ultimaker Cura используют более миллиона пользователей по всему миру и обрабатывают 1,4 миллиона заданий на печать в неделю. Это предпочтительное программное обеспечение для 3D-печати для 3D-принтеров Ultimaker, но оно может использоваться и с другими принтерами.

## Технические характеристики

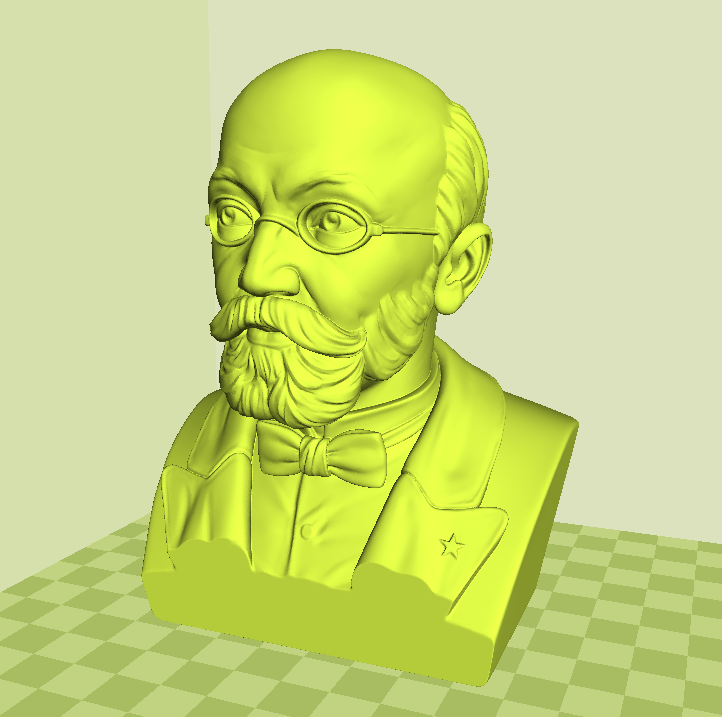
Просмотр файла STL в Ultimaker Cura

Ultimaker Cura работает, разрезая файл модели пользователя на слои и генерируя специфический для принтера g-code. После завершения g-код может быть отправлен на принтер для изготовления физического объекта.
Программное обеспечение с открытым исходным кодом, совместимое с большинством настольных 3D-принтеров, может работать с файлами в наиболее распространённых 3D-форматах, таких как STL, OBJ, X3D, 3MF, а также форматы файлов изображений, такие как BMP, GIF, JPG и PNG.